# Seattle Mariners
El Seattle Mariners és un club professional de beisbol estatunidenc de la ciutat de Seattle que disputa l'MLB.

## Palmarès
- Campionats de l'MLB (0): -
- Campionats de la Lliga Americana (0): -
- Campionats de la Divisió Oest (3): 2001, 1997, 1995

## Evolució de la franquícia
- Seattle Mariners (1977-present)

## Colors
Blau marí, verd i argent.

## Estadis
- Safeco Field (1999-present)
- King County Domed Stadium ("Kingdome") (1977-1999)

## Números retirats
- Jackie Robinson 42